# Ilya Ponomarev
Ilya Vladimirovich Ponomarev (tiếng Nga: Илья́ Влади́мирович Пономарёв; sanh ngày 6 tháng 8 1975) là một chính trị gia Nga, từng là đại biểu Quốc hội Nga từ 2007 cho đến 2016.
Ông là thành viên duy nhất của Quốc hội Nga không bỏ phiếu ủng hộ luật tuyên truyền đồng tính Nga (ông đã bỏ phiếu trắng) và bỏ phiếu chống lại việc sáp nhập Krym vào Nga vào tháng 3 năm 2014. Vào năm 2015, khi ở Hoa Kỳ, Ponomarev đã chính thức bị buộc tội tham ô, mà ông cho đó là có động lực chính trị. Năm 2016, ông bị luận tội vì không thực hiện nhiệm vụ của mình, sau đó ông sang Ukraina tị nạn, nơi ông được quyền công dân Ukraina vào năm 2019.
Sau khi cuộc xâm lược Ukraine năm 2022 của Nga xảy ra, Ponomarev cho biết, ông đã gia nhập lực lượng phòng thủ lãnh thổ của Ukraina, và lên án cuộc xâm lược. Ponomarev cũng tán thành các hành vi phá hoại và đốt phá ở Nga, và ra mắt một kênh truyền hình đối lập bằng tiếng Nga có tên February Morning. Sau vụ giết Darya Dugina, Ponomarev tuyên bố đã liên lạc với một nhóm cho đến nay có tên là Quân đội Cộng hòa Quốc gia mà ông nói là họ chịu trách nhiệm cho vụ đó. Ông tuyên bố không phải là thành viên của nhóm đó, mà chỉ là một người ủng hộ được tin tưởng để nhận thông cáo báo chí. Nhưng các nhà quan sát hoài nghi các tuyên bố của ông ta.
Ponomarev cũng là tác giả của cuốn sách, liệu Putin có phải chết không?: Câu chuyện Nga trở thành một nước dân chủ sau khi thua trận ở Ukrain,  được Skyhorse Publishing xuất bản ngày 4 tháng 10, 2022.